# Hana Sweid
Hana Sweid (hebrejsky: חנא סוייד, arabsky: حنا سويد) je izraelský politik a poslanec Knesetu za stranu Chadaš.

## Biografie
Narodil se 27. března 1955. Bydlí ve městě Ajlabun. Je ženatý, má tři děti. Studoval civilní strojírenství na institutu Technion. Hovoří anglicky a arabsky.

## Politická dráha
V letech 1993–2003 byl starostou města Ajlabun, působí jako vědec a odborný publicista.
Do Knesetu nastoupil po volbách roku 2006, ve kterých kandidoval za stranu Chadaš. V letech 2006–2009 působil v parlamentním výboru pro ekonomické záležitosti a výboru státní kontroly. Mandát obhájil ve volbách roku 2009. Po nich zasedl jako člen do výboru pro ústavu, právo a spravedlnost. Od roku 2006 je zároveň předsedou parlamentního klubu strany Chadaš. Ve volbách v roce 2013 obhájil svůj mandát.